# 吉隆湍蛙
吉隆湍蛙（学名：Amolops gyirongensis），一种于中华人民共和国西藏自治区吉隆县吉隆镇江村发现的两栖动物，隶属于蛙科湍蛙属。2022年，研究人员根据形态学和分子系统发育结果认定本种实际上是丽斑湍蛙（Amolops formosus）的次定同物异名。

## 形态特征
僜湍蛙体型较大，雄蛙体长61.3～63.1毫米，雌蛙体长79.4～83.7毫米。身体皮肤较光滑，背部呈亮绿色，具较密集的深棕色不规则大斑点；背侧褶侧面为黑色纵线；四肢背面具深棕红色横斑；腹面黄白色。